# Anton Meißler
Anton Meißler, uváděn též jako Anton Meissler (21. října 1826 Německé Mlékojedy – 16. listopadu 1893 Německé Mlékojedy), byl rakouský a český politik německé národnosti, v 2. polovině 19. století poslanec Českého zemského sněmu a Říšské rady.

## Biografie
Po patnáct let sloužil v armádě Rakouského císařství, z níž odešel v hodnosti hejtmana. Byl starostou v rodných Německých Mlékojedech.
V 70. letech 19. století se zapojil i do zemské a celostátní politiky. V zemských volbách v roce 1872 byl zvolen na Český zemský sněm za kurii venkovských obcí (obvod Litoměřice – Lovosice – Úštěk). Dlouhodobě zasedal v Říšské radě (celostátní zákonodárný sbor), kde mandát získal poprvé ve volbách do Říšské rady roku 1873 (kurie městská, obvod Litoměřice, Lovosice atd.). Do vídeňského parlamentu byl opakovaně za týž obvod volen i v následujících volbách roku 1879, volbách roku 1885 a volbách roku 1891. Setrval zde až do své smrti roku 1893. Pak ho v poslaneckém křesle nahradil Alois Funke.
Patřil mezi německé liberály (takzvaná Ústavní strana, liberálně a centralisticky orientovaná, odmítající federalistické aspirace neněmeckých etnik). V říjnu 1879 je zmiňován na Říšské radě coby člen mladoněmeckého Klubu sjednocené Pokrokové strany (Club der vereinigten Fortschrittspartei). Od roku 1881 byl členem klubu Sjednocené levice, do kterého se spojilo několik ústavověrných (liberálně a centralisticky orientovaných) politických proudů. Za tento klub uspěl i ve volbách roku 1885. Po rozpadu Sjednocené levice přešel do frakce Německý klub. V roce 1890 se uvádí jako poslanec obnoveného klubu německých liberálů, nyní oficiálně nazývaného Sjednocená německá levice. I ve volbách roku 1891 byl na Říšskou radu zvolen za klub Sjednocené německé levice.
V Říšské radě dlouhodobě zastával pozici pořadatele (ordner).